# Bolesław Chabros (ur. 1913)
Bolesław Chabros ps. Sierp (ur. 22 marca 1913 w Chrząchówku) – żołnierz Batalionów Chłopskich, kierownik komórki legalizacyjnej obwodu Puławy Okręgu Lublin tej organizacji.

## Życiorys
Urodził się jako syn Józefa i Katarzyny. Ukończył niepełną szkołę podstawową i dalej kształcił się samodzielnie. Pracował w gospodarstwie rolnym, a w wolnym czasie oddawał się malarstwu. Przygotowanie artystyczne wykorzystał po wybuchu II wojny światowej, gdy wstąpił do Batalionów Chłopskich w maju 1941. Początkowo nieformalnie a od połowy 1943 jako kierownik komórki legalizacyjnej obwodu puławskiego fałszował podpisy administracji niemieckiej na pozyskiwanych przez organizację oryginalnych blankietach Ausweisów, kenkart i innych dokumentów. W ten sposób potrzebne dokumenty pozyskiwali członkowie Batalionów Chłopskich, AL, PPR i ukrywający się przed Niemcami Żydzi. Poza tym prowadził w rodzinnym domu punkt kontaktowy.
Jego powojenne losy są nieznane.